# Шахрай, Сергей Семёнович
Сергей Семёнович Шахрай (28 июня 1958) — советский фигурист. Серебряный призёр Олимпийских игр 1980 года в Лейк-Плэсиде в парном катании совместно с партнёром Мариной Черкасовой, чемпион мира, Европы и СССР. Заслуженный мастер спорта СССР (1980).

## Карьера
Пара тренировалась у Станислава Жука, поставившего сенсационно сложную программу, с которой они дебютировали в сезоне 1976—1977, став третьими на чемпионате СССР и Европы и четвертыми на чемпионате мира. 26 января 1977 пара впервые в истории фигурного катания выполнила элемент в четыре оборота (на 11 лет опередив одиночников) — четверную подкрутку, а в 1978 году впервые в истории исполнили подкрутку тройной аксель, параллельный тройной прыжок в парном катании (тулуп, турнир на призы газеты «Московские новости» 9 декабря 1977), тодес с многократными сменами позиций партнерши, спуск партнерши с поддержки через сальто (переворотом), спуск с поддержки через двойной твист, необычные вращения и заходы на элементы. Успехи пары объяснялись, отчасти, большой разницей в росте — 35 см (рост Черкасовой был 138 см, Шахрая — 173 см).. В 1979 они стали чемпионами Европы, а в 1980 — чемпионами мира, в 1978—1979 — чемпионами СССР.
Вошёл в историю показательный номер с участием двух пар: Черкасовой — Шахрая и Пестовой — Леоновича, (а затем даже трех пар, в том числе Першиной — Акбарова), двигавшихся на льду и исполнявших элементы синхронно (на муз. «Песенка о медведях» А.Зацепина).
Много лет живёт в Австралии, работает там тренером.

## Спортивные достижения
(с М. Черкасовой)
| Соревнования/Сезон      | 1976—1977 | 1977—1978 | 1978—1979 | 1979—1980 | 1980—1981 |
| ----------------------- | --------- | --------- | --------- | --------- | --------- |
| Зимние Олимпийские игры |           |           |           | 2         |           |
| Чемпионаты мира         | 4         | 4         | 2         | 1         | 4         |
| Чемпионаты Европы       | 3         | 2         | 1         | 2         | 3         |
| Чемпионаты СССР         | 3         |           | 1         |           | 3         |

## Награды
- Медаль «За трудовую доблесть» (9.04.1980)[3]